# متحف القطيف الحضاري
متحف القطيف الحضاري هو متحف شخصي غير حكومي أنشأه صاحبه حسين السيد علي العوامي عام 1998م بمدينة القطيف، بالمنطقة الشرقية للمملكة العربية السعودية. يضم مقتنيات نادرة، ويقع المتحف داخل أحد البيوت الأثرية القديمة ويتكون من غرفتين إلا أنه تعرض عام 2005م لإنهيار بعض غرف المنزل الذي كان يحتضن تلك المقتنيات، مما اضطر صاحبه لنقل مقتنياته إلى عدة أماكن مختلفة آمنة بعد تعرضه لخسائر كبيرة بالإضافة إلى تلف الكثير من القطع والمقتنيات الأثرية، آملاً أن تصدر الهيئة العامة للسياحة والتراث الوطني (سابقًا) بطاقات خاصة بأصحاب المتاحف الشخصية وتمنحهم مخصصاً سنوياً يساعدهم في شراء ما يرغبون فيه من القطع الأثرية التي كلفتهم الكثير من أموالهم الخاصة. وترتبط المعروضات في المتحف بالفترة الفينيقية والرومانية مروراً بالفترة العباسية وأبرز ما يضمه المعرض الآن هو تمثال مصغر للملكة الفينيقية عشتاروت، الذي عثر عليه في جزيرة تاروت كما يضم أطول مصحف في العالم إذ يبلغ طوله 8.5 متر وكتب عام 1879م بخط سعد الدين نيسابوري.

## تخطيط المتحف
استأجر العوامي منزل قديم وحوّله إلى متحف يتكون من غرفتين وقسّمه على طريقته ووزع محتوياته وفق ما أراد، فمنها ما هو تراث عائلي خاص به وبعائلة العوامي والعائلات المقربة وعائلات محافظة القطيف، ومنها ما هو أثري وتراث محافظة القطيف والمنطقة الشرقية خاصةً ومن تاريخ المملكة والدول العربية أيضاً، ومنها ما هو شاهد على التطور التقني ومنها ما هو توثيقي بالكلمة والصورة.

### الغرفة الأولى
تنتشر المعروضات على الأرض من مدخل المتحف وفي الغرفة الأولى رصَّت المعروضات على الأرفف وفقاً لموضوعها، وتحوي على كاميرات تصوير التي لم يشاهدها سكان المنطقة الا في كتب تاريخ التصوير الضوئي، وإلى جانبها كاميرا ضخمة على قاعدة مرتفعة. وفي الرفوف العليا توجد مجموعة كبيرة من المشروبات الغازية التي وصلت إلى المنطقة منذ القديم وحتى اليوم ومجموعة من الأوعية الزجاجية المتنوعة الأشكال والأحجام، وتشكيلة من الصحون المخصصة للزينة والتي تحمل صور ملوك وقادة عرب. ورتّب العوامي في واجهات زجاجية مجموعة من أدوات يستعملها الصائغ لتطويع الذهب، وإلى جانبها معدات حرفية قديمة من التراث المحلي وكانت تستعمل في الحلاقة وأخرى للتطهير ومعدات صناعة المثلجات المعروفة محلياً بـ الصبع بلي، وأدوات الصيد القديمة والشباك ومعدات بناء السفن.

### الغرفة الثانية
وتعرف بغرفة العرس وهي الجزء الذي تعرض للضرر الأكبر جراء الانهيار، وفيها سرير خشبي يعرف بـ الكرفايه أو السجم، وسرير حديدي ومهد طفل مصنوع من جريد النخل كما ضمت الغرفة لوازم زينة العروس من مرايا وأمشاط وأدوات تجميل وزيوت. كما تضم مجموعة كبيرة من الهواتف التي كانت تستخدم في الماضي ومجموعة منوعة تقدم تاريخ تطور المذياع منذ القدم حتى الآن بالإضافة إلى البشتختة أو ما يعرف بالفونوغراف. كما يعمل العوامي باستمرار على توثيق كل ما يجده مهماً كبيانات مرشحي الانتخابات البلدية، نظراً لكون الانتخابات شكلت محطة تاريخية مهمة في المملكة. وسبق له أن جمع ما استطاع من متعلقات حرب الخليج وعاصفة الصحراء. ويمتلك العوامي أرشيفاً من الوثائق المهمة ومنها جوازات سفر تعود إلى دولة الحجاز وأول تذكرة سفر صادرة عن الطيران السعودي وبرقيات كانت تتبادلها القطيف مع جوارها، ومجموعة من الصحف تضم الأعداد الأولى لصحف سعودية وخليجية وعربية بالإضافة إلى أرشيف من الطوابع التي تحمل صورة الكعبة والقدس، ومجموعة نادرة من العملات القديمة والحديثة العربية والأجنبية.

## المقتنيات
يحتوي المتحف على العديد من المقتنيات الأثرية والتي تقدر بما بين 5 ملايين إلى 6 ملايين قطعة أثرية منها:

### حقبة ما قبل النفط
يؤرخ متحف القطيف الحضاري حقبة ما قبل النفط والفترة التي تلت ذلك والتي واكبت أول ظهور للنفط، كما يتناول تاريخ تغير حضارة القطيف بشكل جذري ومن خلاله يتسنى للناس رؤية الحقبة التي عاشها الأجداد قبل النفط وهي فترة هامة في تاريخ المنطقة إذ تدل على وجود النزعة للتحضر لدى أهالي المنطقة.

### جمع الطوابع والعملات
بدأ صاحب المتحف حسين السيد علي العوامي منذ صغره بجمع الطوابع البريدية والعملات النادرة والمخطوطات الأثرية ولم يعلم أن هذه الهواية ستجعل منه يوماً ما صاحب متحف، فالمتحف الحضاري يضم الكثير من الموجودات الأثرية المتنوعة التي تعود إلى فترات مختلفة من تاريخ المنطقة والتي تعود إلى أكثر 45 عاماً، وترتبط بعض معروضات المتحف بالفترات التاريخية المختلفة وتتوفر مجموعة كبيرة من الهواتف التي كانت تستخدم في الماضي، ومجموعة منوعة تقدم تاريخ تطور المذياع منذ القدم حتى الآن، بالإضافة إلى ما يعرف بـ البشتختة بجميع أنواعها والتي تصل لأكثر من 23 نوعاً، ومجموعة من الأوعية الزجاجية المتنوعة الأحجام والأشكال، وأوانٍ مخصصة للزينة تحمل صور ملوك وقادة عرب، ومعدات حرفية قديمة من التراث المحلي.

### الوثائق والمخطوطات
يحتفظ صاحب المتحف حسين العوامي بأرشيف من الوثائق المهمة منها جوازات سفر تعود إلى دولة الحجاز، بالإضافة إلى أول تذكرة سفر صادرة عن خطوط الطيران السعودي، وكذلك برقيات كانت تتبادلها القطيف مع جوارها، ومجموعة من الصحف تضم الأعداد الأولى لصحف سعودية وخليجية وعربية، وأرشيف من الطوابع التي تحمل صورة الكعبة والقدس، ومجموعة نادرة من العملات القديمة والحديثة، العربية والأجنبية، والقطع التراثية مثل نياشين سعودية وهاشمية وعثمانية وأهمها ميدالية دخول المملكة للأمم المتحدة عام 1945م، وكيس مفتاح باب الكعبة سنة 1408م، وأطول مصحف في العالم والذي يبلغ طوله 8.5 أمتار، وكسوة الغرفة الهاشمية.

### التحف والأثريات
يحوي المتحف على مدفع أثري من مدافع العهود البائدة ويعتقد العوامي أنه يعود للجيوش البرتغالية، كما يحوي على ميزان آلي ضخم بطول يقارب المترين، وإلى جانبه دراجة هوائية عتيقة غابرة والتي أتت في وقت لم يعرف فيه أطفال المنطقة إلا امتطاء عصي النخل للعب وملاحقة بعضهم البعض، وعلى الحائط المقابل سجادة بعمر 200 عام تقريباً.

## نهايته
في مارس 2005م انهار سقف المبنى الأثري المستأجر الذي يقع فيه المتحف، مسبباً تلف مقتنيات ثمينة ونادرة من محتوياته، ولعدم توفر مكان مناسب لإعادة افتتاح المتحف من جديد أُقفل المتحف بعد بضع أيام من الانهيار ونقل جزء من المعروضات إلى منزل صاحب المتحف والجزء الآخر إلى مستودع أحد أصدقائه.
وصف صاحب المتحف الخسائر بأنه لا يمكن تعويضها ولا تقدر بثمن فلا يمكن مثلاً إيجاد مثيل لبيضة النعام الزجاجية الرقيقة التي أصبحت أشلاء أو الجرة الأثرية أو مروحة تعمل على الكيروسين كالتي تحطمت هذا بالإضافة إلى مجموعة كبيرة من الهواتف القديمة التي تسبب الانهيار بتكسرها وتلف بعضها. ويرجح أن الرطوبة التي تملأ المكان هي التي أدت للانهيار إلى جانب تآكل القضبان الحديدية المستخدمة في الأسقف قديماً. أما الغرفة الثانية التي انهار سقفها فقد تضررت فيها مجموعة كبيرة من الهواتف التي يعود تاريخها إلى بداية وجود الهاتف في المنطقة وهي تضم مجموعة كبيرة من الأجهزة الإذاعية والميكروفونات. ولأن المنزل غير قابل للترميم وغير صالح أساساً ليكون متحفاً، قرر العوامي تركه فالمكان غير مجهز ليكون متحفاً بالمعنى الفعلي للكلمة، اذ أنه يقتصرعلى كونه مبادرة فردية لشخص محب للتاريخ والتراث قام وما يزال بجمع مئات الآلاف من القطع النادرة والأثرية من أماكن ومصادر مختلفة ليكون بها نواة متحف حضاري.

## العقبات
تقدم صاحب المتحف حسين العوامي بطلب منح قطعة أرض على كورنيش القطيف لإقامة المشروع الوطني عليها بما يضم من المقتنيات والصور والوثائق التاريخية، ويكون معلماً سياحياً لزوار المنطقة الشرقية وتعريفهم بتراث المنطقة وحضارتها، والأرض المعنية هي من ضمن أملاك بلدية القطيف ولكن لم يتم الرد، وقد وجد العوامي دعماً من إمارة المنطقة الشرقية، وتشجيعاً من هيئة السياحة والتراث الوطني بالمنطقة.
أكدت الهيئة العامة للسياحة والتراث الوطني في خطاب لها موجه للعوامي أنها بحاجة لإيجاد مثل هذه المتاحف الخاصة لتشجيع الثقافة السياحية بالمنطقة والتي سوف تلعب دوراً كبيراً وبارزاً مستقبلاً ضمن خطط وإستراتيجية هيئة السياحة في تنشيط وتطوير السياحة. كما أشارت إمارة المنطقة الشرقية في خطاب لها وجه للعوامي إلى أنها تود مساعدته في تحقيق طلبه تشجيعا لجهوده في مجال النشاط السياحي بالمنطقة.
وعد الكثيرون العوامي بالمساعدة والمساهمة معه لتحسين المتحف، لكن الوعود ذهبت مع الريح ولم يبق إلا الواقع المرير الذي يعاني منه رجل صرف أمواله وراتبه التقاعدي ويصرف راتب زوجته المدرسة على إيجار المتحف وعلى شراء ما يتوفر له من قطع أثرية وهو على هذه الحال منذ 35 عاماً ولا ينوي تغيير عادته على الرغم من أنه يأسف لأنه لم يجد من يقدره ويقدر عمله.